# Blue Bell Hill (village)
Pour les articles homonymes, voir Blue Bell Hill.
Blue Bell Hill est une localité du Kent, au Royaume-Uni. Elle est située à mi-chemin entre Chatham et Maidstone et se trouve au sommet de la colline de Blue Bell Hill. La communauté s'est développée en même temps que la région de Walderslade dans les années d'après-guerre, créant plusieurs lotissements autour du village. 
Le village est situé au sud de l'intersection de l'autoroute M2 et de l'A229. La A229 suit le tracé d'une route romaine entre Chatham et Maidstone, ancien tracé toujours visible en haut de la colline (Warren Road).